# Slag bij Fontenoy (1745)

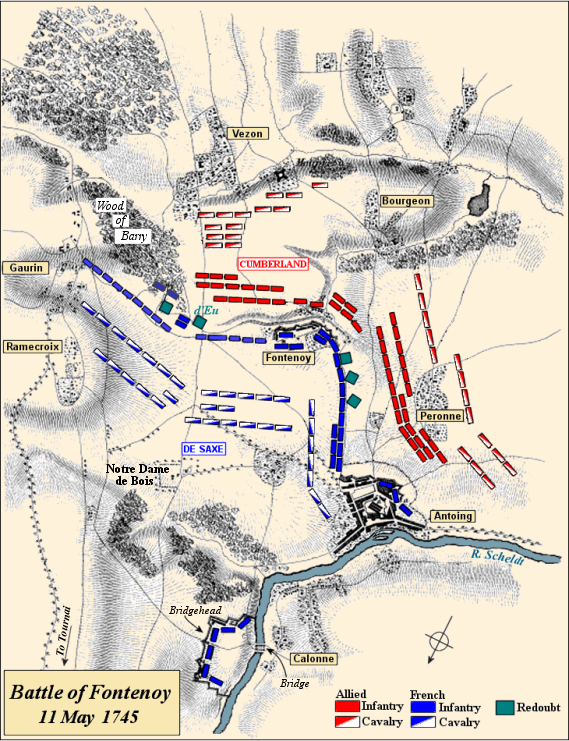
Kaart van de slag bij Fontenoy

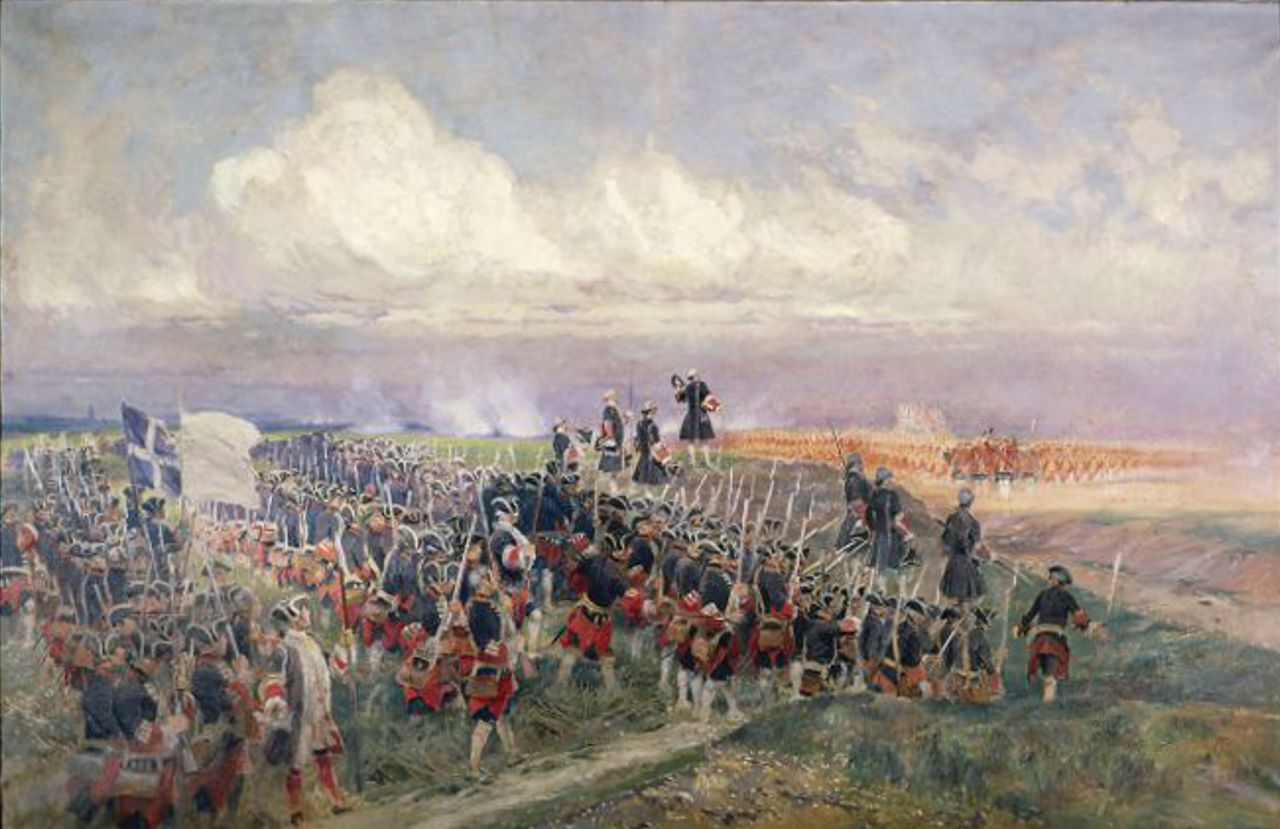
Op het schilderij De groet voor de slag (1912) gaf Édouard Detaille de episode beschreven door Voltaire weer.

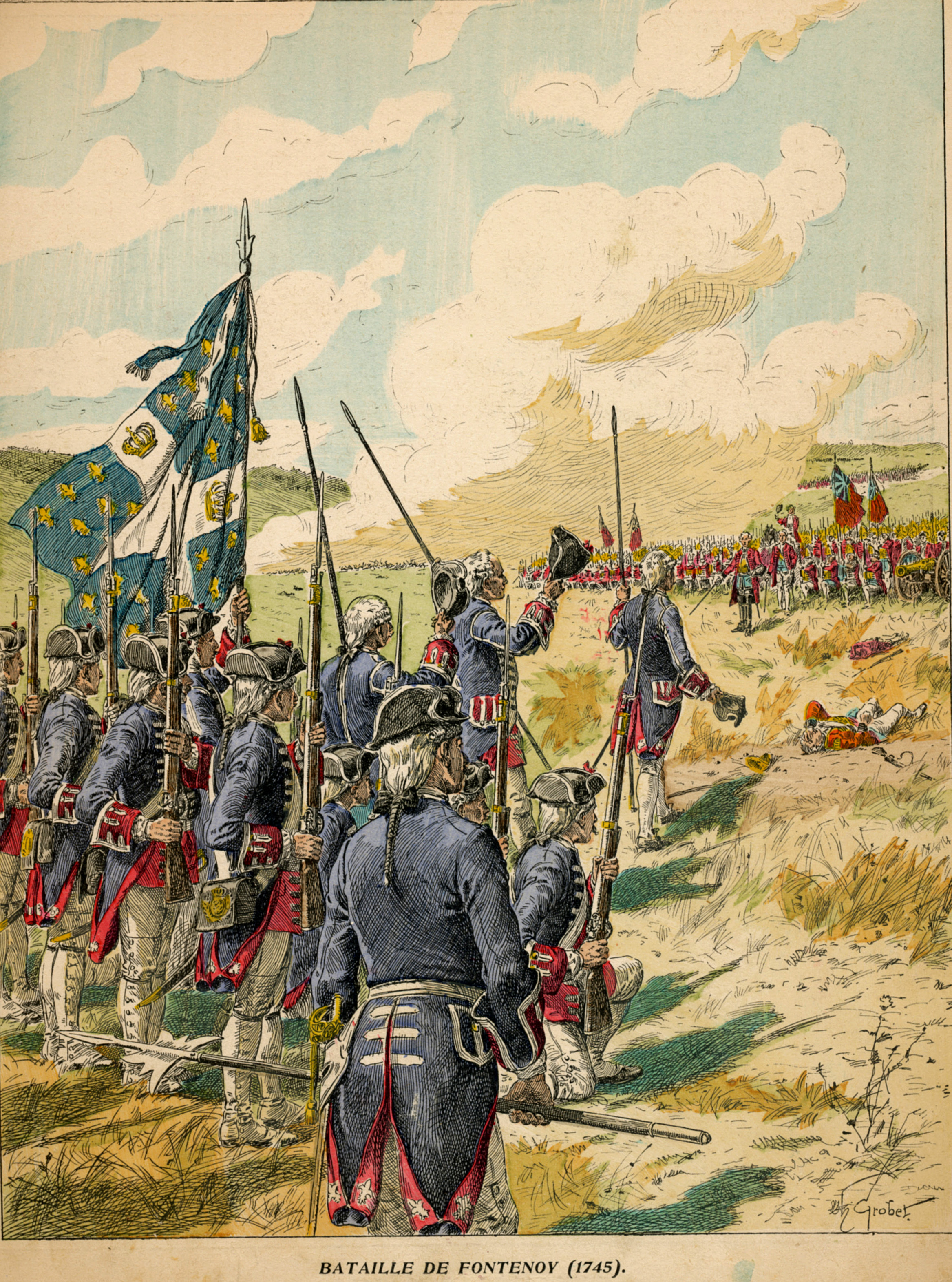
Prent van Grobet naar Crété (1902)

De Slag bij Fontenoy vond plaats op 11 mei 1745 bij het Henegouwse dorpje Fontenoy op het plateau tussen Doornik en Bergen. Het was een onderdeel van de Oostenrijkse Successieoorlog. De hertog van Cumberland was aanvankelijk succesvol en drong door tot in het Franse centrum maar werd door zijn bondgenoten onvoldoende gesteund en zag een grote en belangrijke overwinning verloren gaan.

## Voorgeschiedenis
In het voorjaar van 1744 dreigde het Oostenrijkse leger de Elzas binnen te vallen. Hierdoor werd het grootste deel van dat jaar in beslag genomen door de veldtocht aan de Rijn. Maar in december ontving maarschalk Maurits van Saksen orders van Lodewijk XV om een strijdplan op te stellen voor een campagne in Vlaanderen. De Engelsen, gesteund door de Hollanders en de Hannoverianen, hadden in het kader van het Barrièretraktaat een fortengordel van de Noordzee tot aan de Maas aangelegd.
Het plan van de Franse maarschalk was vrij simpel: hij zou Doornik in het voorjaar bestormen en innemen om vervolgens de overige Oostenrijkse Nederlanden binnen te trekken. Eind april had de stad al zo geleden onder de aanhoudende belegering dat de geallieerde mogendheden besloten een leger te sturen om Doornik te hulp te komen.

## De slag bij Fontenoy

### Voorbereiding
Op 5 mei werd maarschalk Maurits van Saksen op de hoogte gebracht dat het ontzettingsleger op komst was. Meteen begon hij koortsachtig te zoeken naar een geschikt terrein om de vijand het hoofd te bieden. Zijn oog viel op een uitgestrekt, licht golvend plateau dat werd doorsneden door een ravijn. Het was gelegen op de rechteroever van de Schelde. Op zijn linkerflank lag het dorpje Antoing en in het centrum van de linie vormde Fontenoy een krachtig en versterkt centrum. Zijn belegeringsingenieurs zorgden ervoor dat deze hele linie tot aan het Bois de Barry (rechterflank) werd uitgebouwd tot een taaie en moeilijk te doorbreken hindernis: de dorpen waren volgestouwd met infanterie (veelal dragonders) en artillerie, de cavalerie werd achter de linie geposteerd om zo overal waar nodig was te kunnen ingrijpen en tussen de versterkte bolwerken werd nog eens driemaal een redoute opgetrokken.
Op 10 mei gebeurde er iets bijzonders: niemand minder dan koning Lodewijk XV en de dauphin verschenen op het slagveld om mee ten strijde te trekken. Het was voor het laatst tijdens de Slag bij Maupertuis in 1356 dat een Franse koning (Jan II) en zijn zoon (Karel V) samen op een slagveld te zien waren. Het opperbevel bleef echter wel in handen van Maurits.

### Beginfase
Op 11 mei, rond vier uur in de ochtend, hadden beide partijen hun opstellingen voltooid. Om 5.30 uur, na het optrekken van de ochtendmist, begon de strijd met een aanval van de Engelsen op de drie versterkte delen van de Franse linie. De Nederlanders trokken op naar Antoing maar kwamen langs alle kanten onder vuur te liggen en trokken zich terug. De hooglanders, onder leiding van Richard Ingoldsby, vielen de stellingen bij het Bois de Barry aan. Zij botsten, volkomen onverwacht, op de Grassins. Deze infanteristen waren uitstekende schutters en lieten zich met de sabel ook niet onbetuigd. Ook deze aanval werd tot staan gebracht. Ook de aanval in het centrum van de Franse linie werd met groot gemak afgeweerd. Na 3 uur strijd stonden de Fransen er het beste voor.

### De Engelse opmars
De hertog van Cumberland had de Franse stellingen voor de slag goed bestudeerd en ging nu over tot een gewaagde aanval. Tussen de redoutes van Fontenoy en het Bois de Barry was de Franse Garde du corps du roi gelegerd. Deze hadden zich nog niet moeten onderscheiden maar kregen plots verscheidene salvo's over zich heen. Wat eerst een geïsoleerd geval leek te zijn, was niet minder dan een infanterieaanval van 15.000 Engelse, Schotse en Hannoveriaanse voetknechten. Toen beide partijen tegenover elkaar stonden namen de Engelse officieren van de Campbell en het Royal Scots Regiment, lord Albemarle, Robert Churchill en lord Charles Hay hun hoed af en groetten de Franse officieren die de groet beantwoordden. De Fransen waren evenwel in open terrein verrast en na hevige gevechten begonnen de Franse bataljons zich op de flanken terug te trekken. De Engelsen gingen onverstoorbaar door met het oprukken naar de Franse egelstelling. Zo stonden de Engelsen er nu het beste voor en was de afloop van de slag nog verre van zeker. Maar het was hier dat Cumberland, volgens sommige tijdgenoten, de overwinning liet liggen. In de daaropvolgende vier uur konden de Engelsen hun cavalerie niet in stelling brengen doordat deze zichzelf moesten verdedigen tegen de voortdurende Franse aanvallen. Ook het ravijn bleek een onoverbrugbare hindernis voor de paarden te zijn. En zolang Fontenoy niet was veroverd, hadden de Engelsen geen vaste machtsbasis ter plaatse. Hoe verder ze oprukten, hoe verder verwijderd ze raakten van hun andere troepen en dus werden ze kwetsbaarder. Ondertussen werkten de Fransen aan een nieuwe tegenaanval.

### De eindfase
Om 14 uur was de strijd nog steeds onbeslist. De Franse rechterflank kon zich echter hergroeperen en voerde een aanval uit op waarop Maurits het besluit nam om een algemene bestorming in te zetten: Löwendal op de linkerflank en de hertog van Biron op de rechterflank. In het centrum begonnen, onder persoonlijke supervisie van de maarschalk, de Garde du corps du roi, de karabiniers, de musketiers en de bereden grenadiers aan hun opmars. De hevigheid van deze aanval dwong de Engelsen tot de terugtocht. Zij lieten hier alleen al bijna 7.000 doden achter. Het voordeel dat de Fransen nu hadden, kon niet worden uitgebuit omdat de Nederlanders samen met de weinige Zuid-Nederlanders (Oostenrijkers) zich nog op het slagveld bevonden en daar in de weg stonden voor de eventuele opmars van de Fransen. Cumberland zag zich wel genoodzaakt terug te trekken naar Aat (Ath) en daarbij een groot deel van zijn materiaal achter te laten.

## Gevolgen
Frankrijk trok verder in zijn verovering van de Zuidelijke Nederlanden, maar zou na de Slag bij Lafelt (1747) en de Vrede van Aken in 1748 zijn overwinningen onvoldoende kunnen omzetten.

## De woorden van Voltaire
Voltaire, die toen historiograaf van Frankrijk was, heeft het begin van de veldslag gevat in een dialoog die zich in het collectief geheugen heeft genesteld. Volgens hem ontspon zich de volgende uitwisseling tussen Charles Hay, kapitein van de Engelse garde, en de graaf van Anterroches, kapitein van de grenadiers van de Franse garde:
— Hay: "Heren van de Franse garde, schiet!"
— Anterroches: "Heren, wij schieten nooit als eersten, schiet zelf."
— Hay: "Heren, vuur!"
De dialoog is verschenen in Histoire de la Guerre de 1741, en vervolgens – zonder de laatste zin – in Précis du siècle de Louis XV. Het verhaal, dat dus volledig teruggaat op Voltaire, is in strijd met een anonieme brief volgens dewelke de Fransen wel degelijk zouden zijn ingegaan op de uitnodiging om als eersten te schieten. Op zich lijkt dit weliswaar te bevestigen dat een dialoog hierover heeft plaatsgevonden, wat ook zou sporen met de gebruiken van die tijd, maar wat precies gezegd is geweest blijft historisch onkenbaar. In Frankrijk werd de passage, die het zelfbeeld van galanterie op het slagveld bevestigde, zeer populair. Doorgaans verkort tot "Heren Engelsen, schiet maar eerst", werd de slagzin opgenomen in de 19e-eeuwse geschiedenisboeken en onderwezen op school. Ook tijdens de Brexit werd dit zinnetje opgerakeld. Het is door Wiske geparodieerd in De apekermis.

## Voetnoten
1. ↑  "Messieurs des Gardes Françaises, tirez!" "Messieurs, nous ne tirons jamais les premiers, tirez vous-mêmes!" "Give fire gentlemen!"
2. ↑  Saint-Denis 1985, p. 486
3. ↑  "Messieurs les Anglais, tirez les premiers!"

1740-'42: Eerste Silezische Oorlog ·
1740-'48: Oorlog van koning George ·
1741: Slag bij Mollwitz ·
1742: Slag bij Chotusitz ·
1743: Slag bij Dettingen ·
1744: Zeeslag bij Toulon ·
1744-'45: Tweede Silezische Oorlog ·
1744-'48: Eerste Karnataka Oorlog ·
1745: Slag bij Pfaffenhofen ·
1745: Slag bij Fontenoy ·
1745: Slag bij Hohenfriedeberg ·
1745: Slag bij Soor ·
1745: Slag bij Hennersdorf ·
1745: Slag bij Kesselsdorf ·
1746: Beleg van Brussel ·
1746: Slag bij Culloden ·
1746: Slag bij Piacenza ·
1746: Slag bij Rocourt ·
1747: Eerste zeeslag van Kaap Finisterre ·
1747: Slag bij Lafelt ·
1747: Beleg van Venlo ·
1747: Beleg van Bergen op Zoom ·
1747: Aanval op Steenbergen ·
1747: Tweede zeeslag van Kaap Finisterre ·
1748: Beleg van Maastricht ·
1748: Vrede van Aken